# William Hazlitt
William Hazlitt (10. dubna 1778, Maidstone, Kent – 18. září 1830, Soho, Londýn) byl anglický romantický literární historik a kritik, esejista, novinář a malíř, společně s Charlesem Lambem přední představitel eseje 19. století.

## Život
Narodil se jako syn unitářského duchovního reverenda Williama Hazlitta. Vyrůstal v Irsku a v Nové Anglii, kde jeho otec založil v Bostonu první unitářský kostel. Podle přání svého otce se měl stát také duchovním, ale studium teologie nedokončil. Začal se podobně jako jeho bratr John a sestra Margaret zaobírat malířstvím, ale postupně se jeho pozornost začala obracet k literatuře. Studoval filosofii a jeho první prací bylo pojednání An Essay on the Principles of Human Action (1805, Esej o principech lidského jednání).

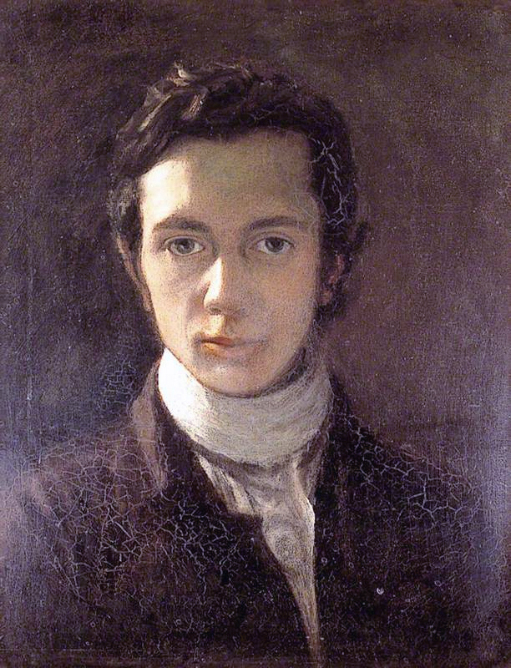
William Hazlitt, autoportrét z roku 1802

V té době se již znal s předními představiteli anglického literárního romantismu (Coleridge, Wordsworth, Keats, Lamb. Obdivoval Lambovu sestru Mary, ale nakonec se roku 1808 oženil s její přítelkyní Sarah Stoddartovou (1775–?), sestrou novináře Johna Stoddarta. Od roku 1812 začal publikovat své eseje v týdeníku The Examiner a literární kritiky v novinách The Morning Chronicle. Později následovala jejich knižní vydání. Otevřenost, s níž Hazlitt vyjadřoval své názory, mu vynesla celou řadu nepřátel, zejména v táboře konzervativců, kteří proti němu vedli novinářskou válku.
Jeho manželství se Sarah skončilo v roce 1823 v důsledku aféry se služkou Sarah Walkerovou. Roku 1824 se podruhé oženil s Isabellou Bridgewaterovou (1791–1869), se kterou podnikl dlouhou cestu po Evropě, na které se seznámil se Stendhalem. Roku 1827 se pro neshody jeho syna s nevlastní matkou jeho druhé manželství prakticky rozpadlo. Roku 1830 pak zemřel na rakovinu žaludku.
Hazlitt je jedním z nejvýznamnějších esejistů 19. století. Jeho eseje jsou intimní, citové a autobiograficky zaměřené, psané živým hovorovým jazykem a odrážejí jeho literární znalosti a šíři jeho zájmů. Společně s Leighem Huntem a Charlesem Lambem tvořil jádro tzv. cockneyské školy, což byl hanlivý název pro jejich styl, který měl někdy blízko k londýnskému lidovému nářečí (v angličtině cockney). Psal rovněž literárněkritické práce, které zahrnují poezii, prózu i drama od středověku, přes renesanci až k romantismu.

## Výběrová bibliografie

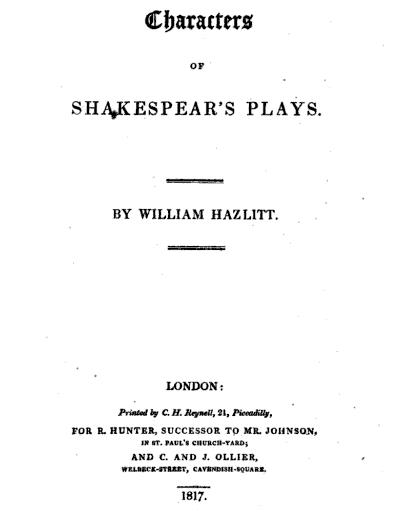
Characters of Shakespear's Plays, titulní list

- A New and Improved Grammar of the English Tongue (1800, Nová a vylepšená mluvnice anglického jazyka), učebnice.
- An Essay on the Principles of Human Action (1805, Esej o principech lidského jednání).
- Free Thoughts on Public Affairs (1806), politické eseje.
- A Reply to the Essay on Population, by the Rev. T. R. Malthus (1807), Odpověď na Esej o populaci od reverenda T. R. Malthuse), nesouhlas s teorií Thomase Roberta Malthuse o růstu populace.
- Characters of Shakespear's Plays (1817, Postavy Shakespearových her).
- The Round Table (1817, Kulatý stůl), společně s Leighem Huntem, kulturní a sociální eseje publikované v letech 1814 až 1817 v týdeníku The Examiner, který Hunt redigoval. Dvanáct z 52 esejů napsal Hunt, zbytek Hazlitt.
- Lectures on the English Poets (1818, Přednášky o anglických básnících).
- A View of the English Stage (1818, Pohled na anglickou scénu).
- Lectures on the English Comic Writers (1819, Přednášky o anglických humoristických spisovatelích).
- Political Essays, with Sketches of Public Characters (1819), politické eseje.
- Lectures Chiefly on the Dramatic Literature of the Age of Elizabeth (1820, Přednášky o dramatické literatuře alžbětinské doby).
- Table-Talk (1821–1822), dva díly, esej o literatuře, umění a filosofii.
- Characteristics: In the Manner of Rochefoucault's Maxims (1822).
- Liber Amoris: or, The New Pygmalion (1823), dílo popisuje autorův vztah k Sarah Walkerové.
- The Spirit of the Age (1825, Duch doby), soubor portrétů dvaceti pěti autorových literárních současníků (například Bentham, Godwin, Coleridge, Walter Scott, Byron a další).
- The Plain Speaker: Opinions on Books, Men, and Things (1826, Obyčejný řečník: Názory na knihy, lidi a věci), dva svazky.
- Notes of a Journey Through France and Italy (1826, Poznámky z cesty po Francii a Itálii).
- The Life of Napoleon Buonaparte (1828–1830, Život Napoleona Bonaparteho), čtyři svazky.

## Česká vydání
- Myšlenky lehké jako vzduch, Praha: Odeon 1977, vybral a přeložil Antonín Přidal (pod pseudonymem Mirek Čejka) znovu Praha: Vyšehrad 2002. výbor aforismů a maxim.